# Zarza la Mayor

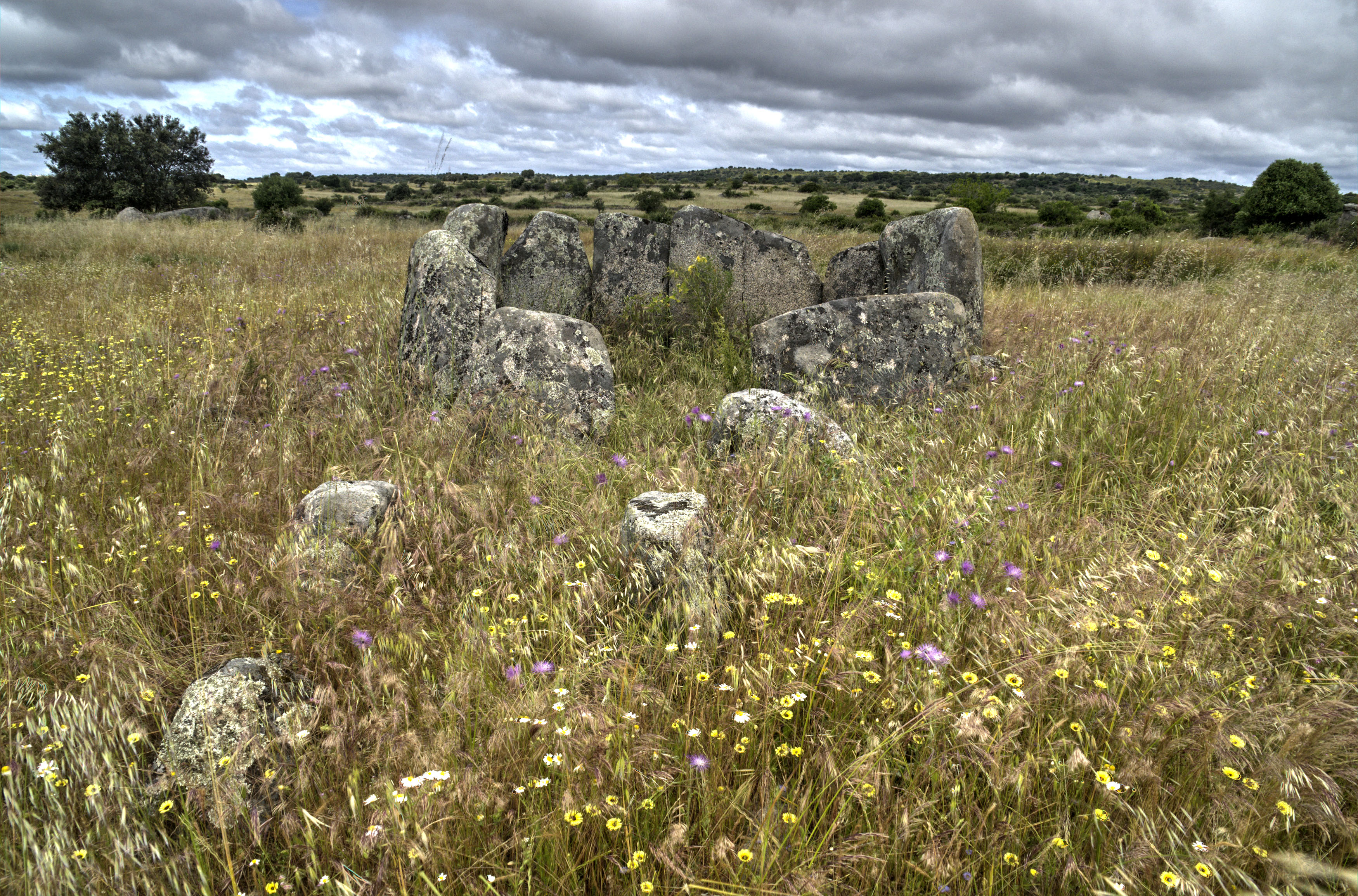
Zarza la Mayor – Dolmen Rabo de Buey I

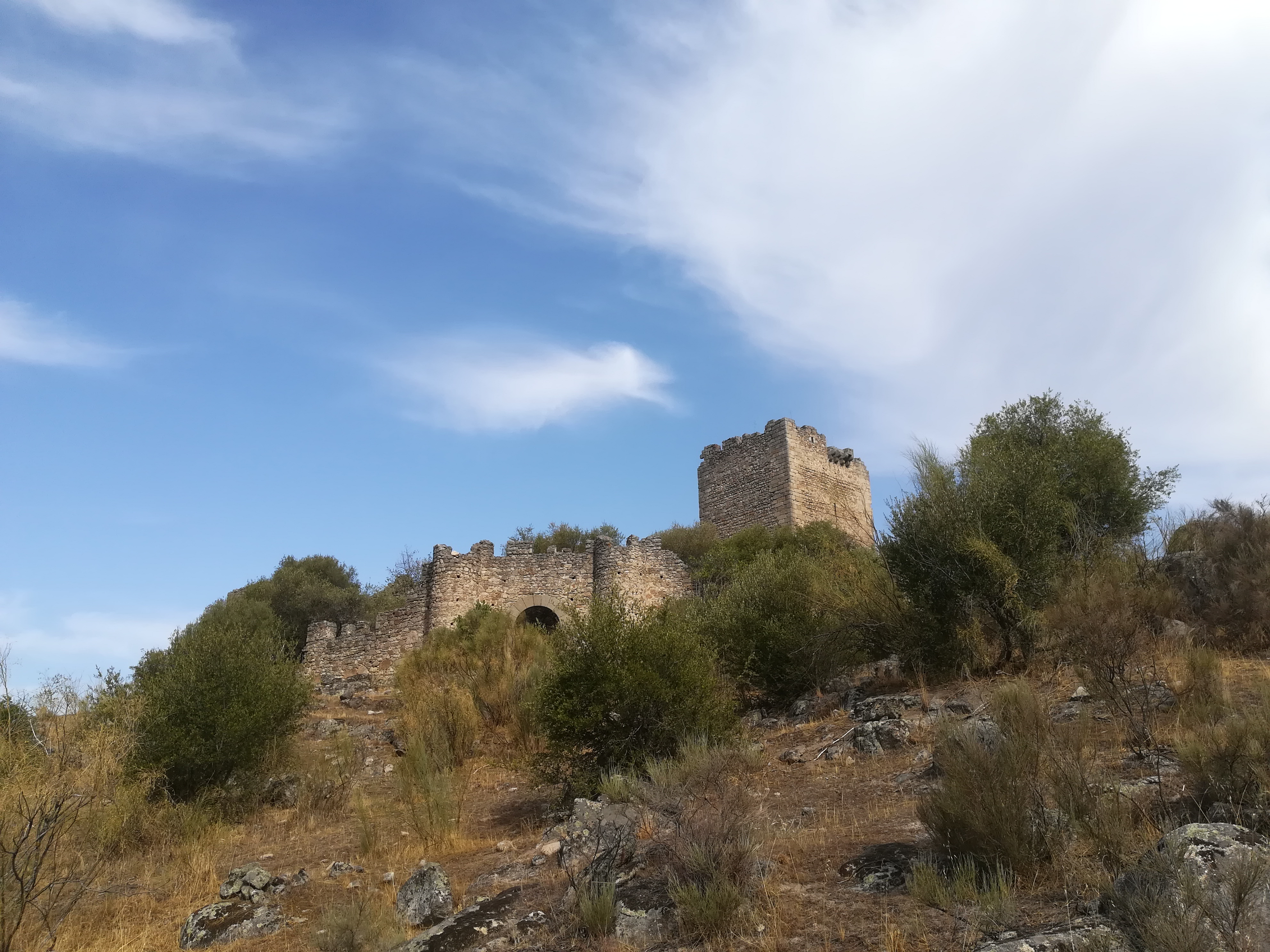
Castillo de Peñafiel

Zarza la Mayor ist eine südwestspanische Kleinstadt und eine Gemeinde (municipio) mit 1.117 Einwohnern (Stand: 2024) in der Provinz Cáceres in der Autonomen Gemeinschaft Extremadura. Der in der Region häufiger vorkommende Ortsbezeichnung Zarza bedeutet „Brombeere“ oder „Brombeergebüsch“; die Ergänzung la Mayor („die Große“) wurde dem Ort vom spanischen König als Dank für seine Standhaftigkeit in den spanisch-portugiesischen Restaurationskriegen (1640–1668) verliehen.

## Lage und Klima
Die Gemeinde Zarza la Mayor liegt im Westen der Provinz Cáceres nahe der Grenze zu Portugal in einer Höhe von ca. 305 m. Die Entfernung zur Hauptstadt Cáceres beträgt ca. 90 km (Fahrtstrecke) in südöstlicher Richtung; die historisch und kulturell bedeutsame Stadt Coria ist nur etwa 40 km entfernt. Das Klima ist meist warm und trocken; Regen (ca. 650 mm/Jahr) fällt hauptsächlich im Winterhalbjahr.

## Bevölkerungsentwicklung
| Jahr      | 1857 | 1900 | 1950 | 2000 | 2021 |
| Einwohner | 2799 | 3681 | 4535 | 1710 | 1192 |

Die zunehmende Mechanisierung der Landwirtschaft, die Aufgabe bäuerlicher Kleinbetriebe („Höfesterben“) und die daraus resultierende Arbeitslosigkeit auf dem Land haben seit den 1950er Jahren zu einem deutlichen Rückgang der Einwohnerzahlen geführt.

## Wirtschaft
Seit Jahrhunderten dominiert die Landwirtschaft (Ackerbau und Viehzucht) das wirtschaftliche Leben der Gemeinde; im 18. Jahrhundert wurde hier eine königliche Seidenmanufaktur installiert. Große Flächen der umliegenden Dehesas werden heute zur Zucht von Rindern und Schafen genutzt.

## Geschichte
Wie die Reste zweier Großsteingräber (dolmen) bezeugen, war das Gebiet bereits in prähistorischer Zeit besiedelt. Römer, Westgoten und selbst die Mauren hinterließen kaum Spuren; insofern ist eine Entstehung des Ortes erst in der Zeit der Neu- bzw. Wiederbesiedlung (repoblación) vieler Orte im Süden der Iberischen Halbinsel zu suchen. In der Zeit der Restaurationskriege mit Portugal wurde die Stadt viermal zerstört.

## Sehenswürdigkeiten
- Die beiden, nur in Resten erhaltenen Dolmen der Gemeinde stehen jeweils etwa 4 km außerhalb des Ortes.
- Die Iglesia de San Andrés Apóstol ist ein – in Teilen zerstörter – Bau des 16. Jahrhunderts. Die Kirche hatte ehemals einen Glockenturm (campanario) auf der Südseite, der auch als Pulvermagazin diente und im Zuge der Restaurationskriege mit Portugal zerstört wurde; er wurde durch einen kleinen zweigeteilten Glockengiebel (espadaña) ersetzt. Die imposante Fassadengestaltung  mit vier Säulen im Erdgeschoss und vier Wandpfeilern im Obergeschoss entspricht dem zur damaligen Zeit modernen Herrera-Stil; auf einen Giebel wurde jedoch verzichtet. Das einschiffige, aber ca. 15 m hohe Innere wird von einem Sterngewölbe überspannt.
- Mehrere Kapellen (ermitas) und Brunnen (fuentes) verteilen sich über den Ort und das Gemeindegebiet.
- Auf einem Platz im Ort steht eine Gerichtssäule (rollo) als Zeichen des Bürgerstolzes und der Eigenständigkeit der Stadt.

Umgebung
- Das im 13. Jahrhundert erbaute Castillo Templario de Peñafiel liegt auf einer etwa 4 km westlich des Ortes gelegenen Bergkuppe. Ab der Mitte des 14. Jahrhunderts wurde es allmählich aufgegeben. Von zwei weiteren Burgen im Grenzgebiet sind nur spärliche Reste erhalten.[4]